# Csiky Ágnes Mária
Csiky Ágnes Mária (Budapest, 1918. december 25. – Köln, 2004.) magyar író, költő, műfordító.

## Életpályája
1944-ben hagyta el az országot; német férjével Németországba költözött. Bonnban lakott. 1957–1962 között pszichológiát és filozófiát hallgatott a Bonni Egyetemen. 1963-tól a kölni rádiók (Westd. Rundfunk, Deutschlandfunk) állandó külső munkatársa volt. 1974–1975 között a Németországi Magyar Írók Munkaközösségének elnöke volt.

### Munkássága
Novellákat írt, később versei, kisregénye és színdarabja is megjelent. Német nyelvű színdarabjával pályázatot nyert, Nyugatnémet rádióadók munkatársa volt, esszéit és hangjátékait sugározzák. Legújabb verseiben találta meg egyéni hangját. Szorongás, fájdalom és derű olvad egybe tömör soraiban.

## Művei
- Ének az országúton (válogatott versek, Köln, 1953)
- Megálló a toronynál (kisregény, Köln-Párizs, 1954)
- Kiégett lelkek (dráma, Köln, 1955)
- Tíz év versei. A szabad nyugaton élő költők 1945-1955 között (szerkesztő, München, 1956)
- Nevelési zseblexikon (Pohárnok Jenővel, 1957)
- Így üzenek (versek, München, 1957)
- Eladó a délibáb (elbeszélés, München, 1959)
- Szabad magyar színpad (társszerzőkkel, Köln-München, 1960)
- Fényed forrása (versek, Köln, 1962)
- Die Landschaft im ungarischen Märchen. - Überlieferung und Auftrag (Wiesbaden, 1972)
- Tükrök. Versek 1962-1975 (München, 1977)
- Medvetánc. Titkos Krónika. Mónár Anna (drámák, Köln-Szeged, 1987)
- Álomnyelven (versek, 1990)
- Volt egyszer egy ötödik síp. Tollrajzok a nyugati magyar irodalom képéhez (1996)

## Díjai
- Ahogy Lehet-díj (1952)
- A Münchner Kammerspiele Drámapályázatának I. Díja (1962)